# Ghost Hound
Ghost Hound (神霊狩/GHOST HOUND, Shinreigari/Gōsuto Haundo) é uma série de anime produzida pela Production I.G e Masamune Shirow, criador da série Ghost in the Shell.
A série foi dirigida por Ryūtarō Nakamura, o roteiro organizado por Chiaki J. Konaka, e o design de personagens e animação por Mariko Oka (Hell Girl) e Hiromasa Ogura (Spirit of Wonder, Jin-Roh, Ghost in the Shell). Estreou no dia 18 de outubro de 2007, no Japão, no canal WOWOW. Uma adapação em mangá, ilustrado por Kanata Asahi, foi publicado na revista Comic Blade, rendendo dois volumes.
No Brasil, o anime estreou em julho de 2016 atráves do serviço de streaming Wow! Play, e posteriormente no Netflix em 19 de agosto.

## Enredo
Na pequena cidade de Suiten, em uma região montanhosa isolada na ilha de Kyūshū, realidade e mundo espiritual colidem. Fantasmas e ocorrências paranormais aparecem no mundo real,se espalhando pela cidade. Três garotos do ensino médio, Tarō, Makoto e Masayuki,ambos tendo ocorrido experiências traumáticas na infância, acompanham as estranhas ocorrências em Suiten. Juntos investigam os acontecimentos paranormais, entrando no mundo espiritual  conhecido como Kakuriyo.O que nenhum humano deveria ser capaz de fazê-lo.
A entrada é concedida aos três garotos, que irão descobrir que a chave de seus traumas de infância está no mundo não visto. O sacerdote Shinto  local e sua filha, Miyako, também acabarão envolvidos nos acontecimentos.

## Personagens
- Tarō Komori (古森 太郎, Komori Tarō)

Dublador: Kenshō Ono (japonês); Francisco Freitas (português)
Um garoto narcoléptico de 14 anos, que é o personagem principal. Tarō e sua irmã mais velha, Mizuka, foram sequestrados há 11 anos, em 22 de setembro de 1996. Apenas Tarō sobreviveu ao incidente. Desde então, ele tem frequentes pesadelos e O.B.Es (Projeção da consciência). Tarō lembra destas visões e tenta entendê-las. Ele recebe ajuda de um psiquiatra para ajudá-lo a encontrar os detalhes e lidar com seu trauma de infância. Tarō não lembra o rosto de seu sequestrador e tem flashbacks com um um gigante obscuro levando sua irmã. No Kakuriyo, Tarō espera encontrar sua irmã para clarear seu passado e aceitar a morte dela. Ele parece ter sentimentos fortes por Miyako. Nos últimos episódios, ele começa a crer que Miyako é a reencarnação de sua irmã, Mizuka. Assim, ele pensa que esta pode ser a origem de seus sentimentos por Miyako. No entanto, Tarō depois admite que  Miyako é Miyako, e não outra pessoa, no fim das contas.
- Makoto Ōgami (大神 信, Ōgami Makoto)

Dublador: Sōichirō Hoshi (japonês); Wallace Costa (português)
Um garoto quieto e mal-humorado que evita contato com seus colegas e raramente vai à escola. Parente de Tarō, sua família é uma ramificação dos Komori. Makoto vivencia O.B.Es como Tarō e Masayuki, e é capaz de realizá-las enquanto toca sua guitarra, seu passatempo mais comum. A família de Makoto fundou uma religião, a qual atualmente tem sua avó, Himeko,  como líder, esta desejando que Makoto herde seu posto, mas ele não tem nenhum interesse no assunto. Logo após o sequestro dos irmãos Komori, sua avó disse à polícia onde encontrar as crianças; seu pai cometeu suicídio pouco depois dos irmãos serem encontrados, por uma razão desconhecida. Makoto descobriu o corpo ensanguentado do pai, o que resultou em um encontro traumático para ele; por esta razão, ele quer descobrir mais sobre os motivos da morte de seu pai e havia inicialmente nutrido ressentimentos por Tarō; no entanto, ele descontrai um pouco, gradualmente o conhecendo melhor e adquirindo informações sobre as circunstâncias do sequestro. Em suas O.B.Es, ele aprendeu a transformar a forma de seu espírito em um lobo. Durante um incidente, ele encontra sua mãe, que já havia casado novamente. Ele aparenta estar furioso com ela por ter o abandonado, até pensando em esfaqueá-la, mas não consegue. Depois ele descobre sobre a depressão profunda da mãe e sua tentativa de cometer suicídio por overdose de pílulas e talvez até queimando a própria casa, mas depois é revelado que o grupo religioso Ogami foi responsável pelo incêndio. Ele corre e a salva dos detritos restantes do fogo. Logo após o incidente, sua mãe brevemente pere a memória, se convertendo na ela mesma de 17 anos, mas logo recobra as lembranças. No episódio 19, ele finalmente a chamou de "mãe", ao invés de "aquela mulher". Naquela cena, ambos choraram, indicando que eles realmente se amam e se perdoaram. É revelado que ele machucou a cabeça não por culpa de sua mãe, mas do sequestrador que o sequestrou antes dos irmãos Komori.
- Masayuki Nakajima (中嶋 匡幸, Nakajima Masayuki)

Dublador: Jun Fukuyama (japonês); Alex Minei (português)
Recentemente transferido de Tóquio para a escola de Tarō e Makoto, ele tenta fazer amizade com os dois, com interesse de investigar o incidente do sequestro. Inicialmente ignorado por ambos, eles eventualmente descontraíram, com os três começando a entender as circunstâncias do sequestro  e a razão por trás de suas O.B.Es. Ele tende a ser muito confiante, e inicialmente arrogante e rude de certa forma. Ele tem medo de altura desde que um garoto se suicidou, pulando o telhado da escola, para se livrar do bullying, e deixou uma mensagem no quadro-negro amaldiçoando Masayuki. Ele admite sem ressentimentos que fugiu por causa desta mensagem. Ao invés de se sentir culpado, ele tem raiva do aluno por ter feito dele um assassino, um fato que ele não consegue tirar da consciência. No entanto, ele é muito determinado a superar este problema e tenta seguidamente, até mesmo ficando na borda do telhado da escola, para se livrar do medo de altura. No seu tempo livre, ele geralmente joga seu jogo de realidade virtual head-mounted display. Seu pai é pesquisador no Japão Bio-Tech, enquanto sua mãe parece passar o dia inteiro jogando video games, aparentemente Tetris ou algo similar. Dos outros dois garotos, Masayuki tem uma relação mais amigável com Tarō, visitando ele no hospital e visiting him in hospital  e implicando com ele. Recentemente, durante um O.B.E.  com Makoto e Tarō, Masayuki desenvolveu a habilidade de evocar as mesmas armas de seu jogo de realidade virtual na sua forma espiritual, e o usou para aparentemente destruir o espírito do sequestrador de Tarō. Após o incidente, ele começa a ter um pouco mais de confiança, finalmente decidindo intervir no bullying de um de seus colegas. Ele está sempre espionando Reika porquê descobriu sobre a relação dela com o seu pai.
- Miyako Komagusu (駒玖珠 都, Komagusu Miyako)

Dublador: Akiko Yajima (japonês); Kandy Ricci (português)
Uma garota misteriosa com a habilidade de ver fantasmas. Ela de alguma forma consegue ver o espírito de Tarō durante seu O.B.E., assim como percebeu quando os três garotos entraram no Kakuriyo pela primeira vez. Ela mora em um santuário, o qual parece ser cercado de atividades sobrenaturais, e regularmente ajuda seu pai com exorcismos e coisas afins. Ela é bastante madura para sua idade, frequentemente censurando os garotos por agirem como crianças, e até repreendendo o pai quando ele tenta beber demais. Ela mais tarde mostrou ter sido possuída por espíritos, o que fez com que seus colegas tentassem evitá-la. Quando Tarō contou que ela poderia ser a reencarnação de sua irmã, ela se sente tão magoada que começa a chorar e dizer que o odeia porquê ela esteve se convencendo que "Eu sou eu e mais ninguém" e que Tarō a via como Mizuka e não como Miyako. Depois disso ela parece estar ignorando Tarō, como se nunca o tivesse conhecido. Após seu pai ser hospitalizado, ela é manipulada pelo grupo Ōgami para se tornar a matriarca do grupo. No entanto, os esforços dos garotos evitam isso.
- Takahito Komagusu (駒玖珠 孝仁, Komagusu Takahito)

Dublador: Yasunori Matsumoto (japonês); Dláigelles Riba (português)
Pai de Miyako e líder do santuário onde vivem. Ele era um professor assistente na Universidade de Tóquio, onde Reika Ōtori foi sua aluna. Ele está preocupado com a saúde psicológica de Miyako e falou com ambos Ōtori e Hirata sobre ela. Ele estava no grupo de adolescentes que inicialmente visitou o hospital abandonado após a construção da barragem. Ele é mais tarde tirado do caminho do santuário Komagusu e é hospitalizado.
- Ryōya Komori (古森 良弥, Komori Ryōya)

Dublador: Fumihiko Tachiki (japonês); Ronaldo Artinic (português)
Pai de Tarō, e um famoso fermentador de Saquê. Ele parece ter manobrado o incidente do sequestro muito melhor do que sua esposa. Ele se preocupa com a fábrica perto do rio, já que ele sabe que vai afetar seu negócio devido à poluição do rio, pois é necessária água limpa para fazer Saquê.
- Miki Komori (古森 美樹, Komori Miki)

Dublador: Sakiko Tamagawa (japonês);
Rosangela Malimpensa (português)
Mãe de Tarō. Ela ainda é muito emocionalmente afetada pela morte de sua filha, onze anos atrás, e demnstra isso com uma leve contração nos olhos sempre que Mizuka é mencionada. Ela já admitiu estar tomando medicação, possivelmente para ajudá-la a dormir, e não consegue sonhar por efeito do remédio.
- Atsushi Hirata (平田 篤司, Hirata Atsushi)

Dublador: Yoshinori Fujita (japonês); Cláudio Satiro (português)
O novo terapeuta de Tarō. Um excêntrico Psicólogo clínico da Universidade de Tóquio, ele apresenta grande parte da informação psicológica e neurológica da série, e é aparentemente interessado nos sonhos e condição de Tarō como meio de apoisr suas próprias teorias. Inicialmente ele não acredita que as  O.B.Es. de Tarō são de alguma forma sobrenaturais e considera estes momentos como estados de consciência alterada. Ele mais tarde começa a admitir que poderia haver um componente paranormal e que a terra no entorno da montanha em questão pode ser o gatilho destes eventos. Ele também experienciou eventos sobrenaturais durante a série, mas prefere mantê-los para si mesmo, como se encaixassem em certas alterações psicológicas.
- Masato Kaibara (貝原直人, Kaibara Masato)

Dublador: Shō Hayami (japonês); Rodrigo Nanal (português)
Marido da mãe de Makoto. Ele se revelou a pessoa que vagava pelo Kakuriyo sob a identidade de Snark e encontra com Tarō. Ele aparentemente morreu enquanto a mãe de Makoto tentou cometer suicídio.
- Kei Yakushi (瘧師 慧, Yakushi Kei)

Dublador: Mitsuki Saiga (japonês); Júlia Ribas (português)
Uma amiga dos Komori que também ajuda no controle dos negócios do Saquê. Tem uma queda por Kaibara.
- Yasuhiro Nakajima (中嶋 康弘, Nakajima Yasuhiro)

Dublador: Tōru Ōkawa (japonês);
Sidney César (português)
Pai de Masayuki, trabalha no Japão Bio-Tech. É revelado ter um caso com Reika Ōtori.
- Reika Ōtori (鳳　麗華, Ōtori Reika)

Dublador: Michiko Neya (japonês); Adna Cruz (português)
Uma neurologista que atende Tarō e regularmente prescreve remédios para a mãe dele. Ela trabalha no laboratório do Japão Bio-Tech e como médica de meio período, e é a outra fonte de informação psicológica e neurológica da série.
- Michio Hoshino (星野　道男, Hoshino Michio)

Dublador: Shintarō Asanuma (japonês); Fabrício Rinaldi (português)
Colega de Masayuki e Makoto que era alvo de bullying até que Masayuki resolveu defendê-lo. Ele e Masayuki se tornaram bons amigos, com Masayuki até contando a ele sobre seus O.B.Es, o que Michio logo vivencia ele mesmo. Ele mostrou saber ler o Kojiki.
- Himeko Ōgami (大神　姫子, Ōgami Himeko)

Dublador: Ikuko Tani (japonês);
Patrícia Scalvi (português)
Avó de Makoto e chefe da religião iniciada pela família Ōgami. Durante o incidente do sequestro, ela sugeriu que procurassem as crianças na barragem seca. Logo após, seu filho, pai de Makoto, quem ela pretendia que a sucedesse como líder da religião, cometeu suicídio. Himeko mais tarde se recusa a reconhecer qualquer coisa relacionada a isso, e proíbe Makoto de entrar no antigo quarto de seu pai. Ela também deseja que Makoto herde o posto de chefe da religião da família, no entanto, Makoto não tem nenhum interesse nisso. Ela aparenta estar doente, e depois morre durante a série.
- Motoi Yazaki (矢崎　基, Yazaki Motoi)

Dublador: Jin Urayama (japonês);
Rogério Viggiani (português)
Um político, que aparenta ser corrupto. Ele era amigo dos pais de Makoto e de Takahito Komagusu, enquanto estavam no ensino médio, e entrou no hospital abandonado com eles. Makoto tenta questioná-lo sobre seu pai, mas ele parece chocado ao ouvir o nome Ōgami, se recusando a responder qualquer pergunta.

## Mídia

### Mangá
A série de mangá Shinreigari; Another Side lançou apenas 2 volumes.

### Video games
Um jogo baseado em Ghost Hound foi lançado em 31 de Julho de 2008 pela 5pb.